# عبدالله نبی کامارا
عبدالله نبی کامارا (انگلیسی: Abdoulaye Naby Camara؛ زادهٔ ۱ ژانویهٔ ۱۹۹۴) بازیکن فوتبال اهل گینه است.
وی همچنین در تیم ملی فوتبال گینه بازی کرده است.